# Tomáš Holub

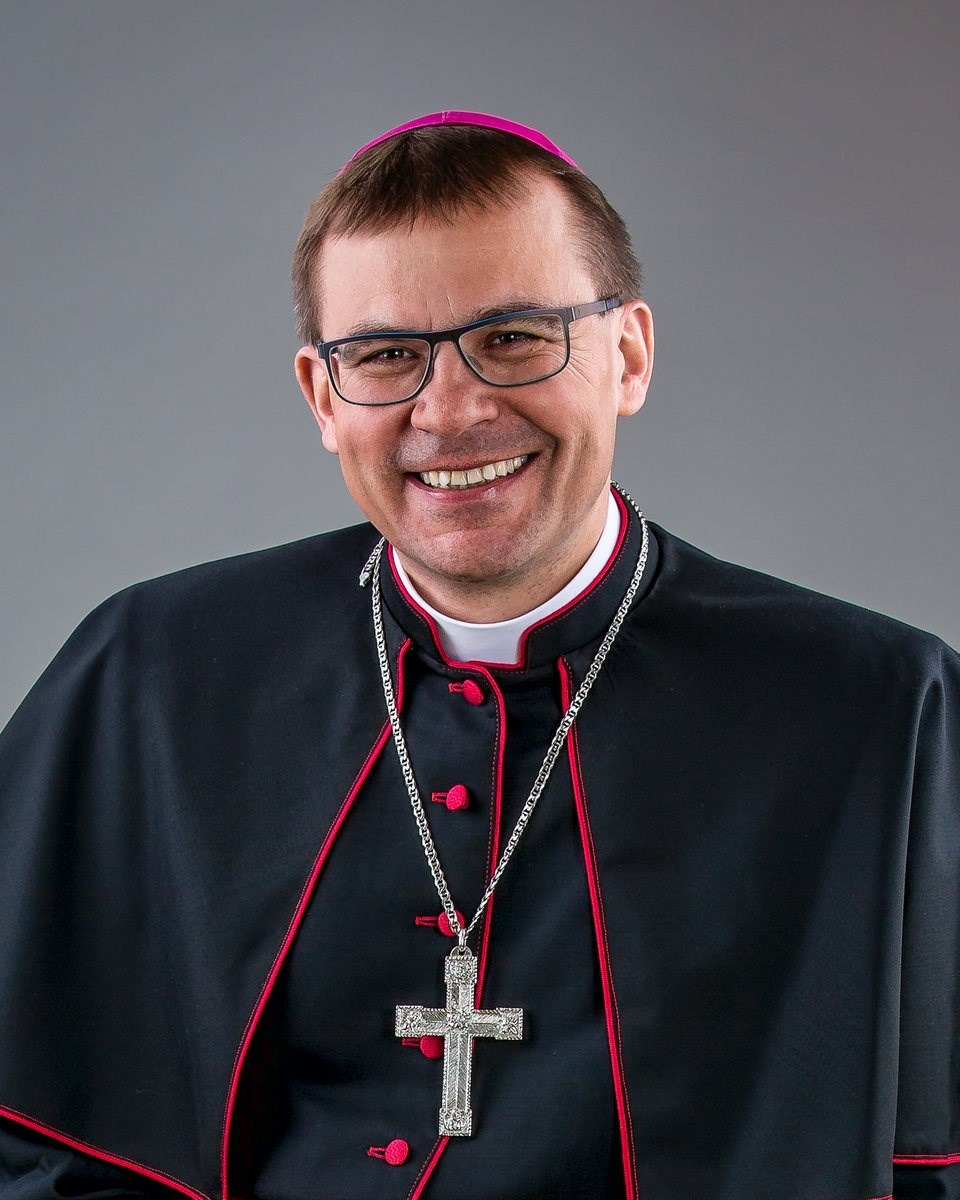
Tomáš Holub im Jahr 2017

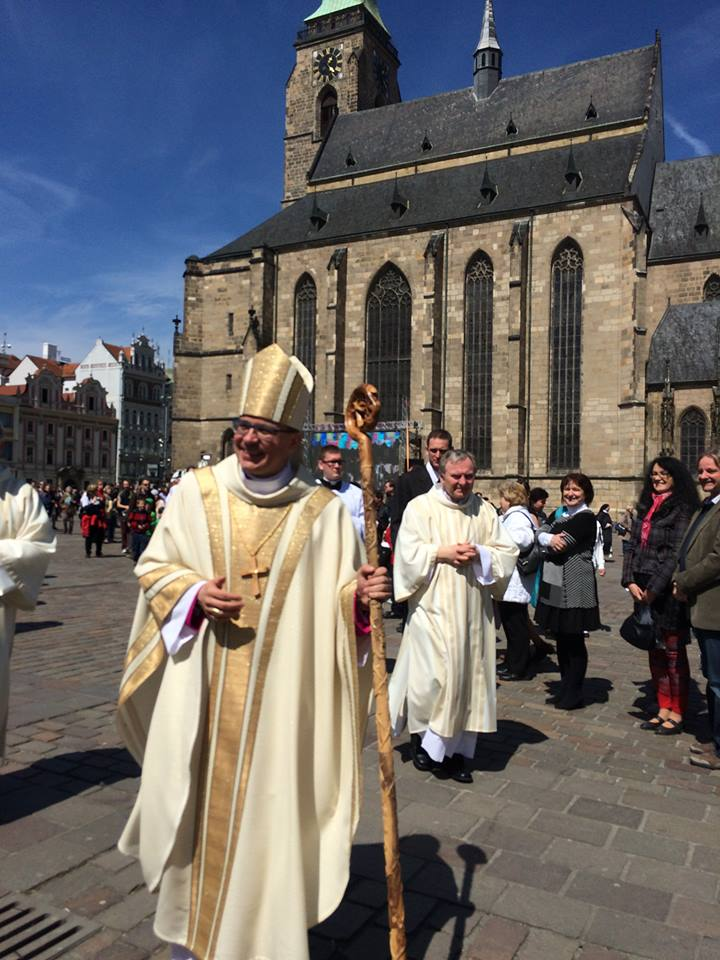
Tomás Holub am Tag seiner Bischofsweihe

Wappen von Tomáš Holub

Tomáš Holub (* 16. August 1967 in Jaroměř, Okres Náchod, Tschechoslowakei) ist ein tschechischer Geistlicher und römisch-katholischer Bischof von Pilsen.

## Leben
Tomáš Holub empfing am 28. August 1993 das Sakrament der Priesterweihe für das Bistum Königgrätz.
Nach drei Jahren als Kaplan in Kuttenberg war er von 1996 bis 2006 der erste und später leitender Militärseelsorger der Tschechischen Armee. Von 2007 bis 2008 studierte er an der Päpstlichen Lateranuniversität in Rom. Mit einer Arbeit über Ethische Aspekte des Kampfes gegen den Terrorismus im Licht der Lehre vom sogenannten Gerechten Krieg erwarb er anschließend einen Abschluss in Moraltheologie an der Katholischen Fakultät der Karls-Universität Prag. Von 2008 bis 2010 war er Generalvikar des Bistums Königgrätz. Seit dem 1. Juli 2011 war er Generalsekretär der Tschechischen Bischofskonferenz sowie Dekan des Kollegiatstifts St. Peter und Paul auf dem Vyšehrad in Prag.

## Bischof von Pilsen
Am 12. Februar 2016 ernannte ihn Papst Franziskus zum Bischof von Pilsen. Die Bischofsweihe spendete ihm der Erzbischof von Prag, Dominik Kardinal Duka, am 30. April desselben Jahres in der St. Bartholomäus-Kathedrale. Mitkonsekratoren waren der emeritierte Bischof von Pilsen, František Radkovský, und der Bischof von Regensburg, Rudolf Voderholzer.